# Lucas de Deus Santos
Lucas de Deus Santos, meglio conosciuto come Cacá (Belo Horizonte, 9 ottobre 1982), è un ex calciatore brasiliano, di ruolo centrocampista.

## Carriera

### Club
Iniziò la sua carriera con i club brasiliani San Paolo e Atletico Mineiro, prima di approdare in Germania al Duisburg. Il 25 novembre 2008 Cacá segno il gol del pareggio in Aalborg-Celtic 2-1, gol che contribuirà a far arrivare terza la propria squadre nella fase a gironi della Champions League. Il 6 luglio 2009 Cacá firmò un contratto triennale con i danesi dell'Odense.

### Nazionale
Collezionò 6 presenze ed un gol nel campionato mondiale di calcio Under-17 1999.

## Palmarès
- Campionato mondiale Under-17: 1

Nuova Zelanda 1999